# ハンナ・ウィルケ
ハンナ・ウィルケ（Hannah Wilke, 1940年3月7日 - 1993年1月28日）は、アメリカ合衆国のパフォーミング・アーティスト、画家、彫刻家、写真家である。フェミニズム美術の先駆者の一人として知られ、女性のセクシュアリティやエロティシズム、そして女性の身体表現に焦点を当てた作品を制作した。

## 生涯
ウィルケは1940年3月7日、ニューヨーク市でユダヤ系ドイツ人移民の子として生まれた。タイラー美術学校（Temple University, Tyler School of Art）で美術を学び、1962年に学士号と教育学の学位を取得した。卒業後は約30年間、高校で美術を教え、その後、ニューヨークのスクール・オブ・ヴィジュアル・アーツの教員も務めた。1993年1月28日、リンパ腫により52歳で死去した。

## 作品と芸術的特徴
ウィルケは1960年代から、彫刻、ドローイング、コラージュ、写真、ビデオ、パフォーマンス、インスタレーションなど多岐にわたるメディアを駆使し、フェミニズム、セクシュアリティ、そして女性性といったテーマを探求した。特に、女性器を連想させる有機的な形状の彫刻作品で知られる。これらの作品には、テラコッタ、ラテックス、噛み終えたチューインガムなど、多様な素材が用いられた。彼女は自らの身体を作品の主要な要素として用い、「パフォーマリスト・セルフポートレイト」と称する一連のパフォーマンスや写真作品を制作した。

## 代表作「Intra-Venus」
晩年、ウィルケはリンパ腫との闘病生活を送る中で、自らの身体の変化を記録した一連の写真作品「Intra-Venus」（イントラ・ヴィーナス）を制作した。この作品は、病によって衰弱していく自身の顔や身体を率直に写し出し、美の概念や身体の脆弱性、生と死といった普遍的なテーマを深く掘り下げている。タイトルは、愛と美の女神である「ヴィーナス」と、静脈内投与を意味する「イントラヴィーナス（intravenous）」を掛け合わせた造語であり、病と美の対比、そして彼女の作品に一貫して流れる身体への問いかけが込められている。この作品は、1994年に彼女の死後、初めて展示された。

## 文献

### 著書
- 1976年 Hannah Wilke: Shuffling off to Buffalo
- 1989年 Hannah Wilke: A Retropsective, Nikolaj, Copenhagen Contemporary Art Center, 1989, University of Missouri Press, ISBN 0826207030, Paperback: Oct 2000, ISBN 8788860612
- 1995年 Hannah Wilke: Intra Venus, Ronald Feldman Fine Arts, ISBN 0914661124

### 関連文献
- 東京都写真美術館、朝日新聞社（共編）『ジェンダー　記憶の淵から』東京都写真美術館、1996年（写真展カタログ）、
- 「『若くて健康的』男性の偶像崩す　老い・肥満・病……女性が描く女性の写真展」読売新聞1996年9月2日
- 「『ジェンダー 記憶の淵から』展　性意識の変化を表現　芸術上で問う女性の地位」朝日新聞1996年9月3日
- 「『ジェンダー記憶の淵から』展　現代人の性意識に挑む　アート　男女11人が『理念』を表現」産経新聞1996年9月22日
- 笠原美智子「現代セルフポートレート十選3　ハンナ・ウィルケ『イントラ=ヴィーナス』より　『1992年7月26日/1992年2月19日』」日本経済新聞2006年9月15日